# Eunice Betances
 Ramona Eunice Betances Soto (Santo Domingo, 13 de septiembre de 1956-Santo Domingo, 24 de octubre de 2014) fue una cantante dominicana, conocida por haber formado parte de la agrupación femenina Las Chicas del Can, y corista de la merenguera Miriam Cruz.

## Nacimiento e inicios en el canto
Eunice Betances nació el 13 de septiembre de 1956 en Santo Domingo. Fue la segunda de tres hermanos y sus padres fueron don Alcides Betances y doña Altagracia Soto. Al nacer, su madre la deja al cuidado de su abuela, Manuela Espinoza, pues nació con bajo peso y en manos de su propia madre, tendría mejores cuidados. Su infancia se desarrolló con normalidad entre la escuela y la iglesia, pues llegó a pertenecer al coro. En el año de 1970, su tía Magaly Soto decide llevarse a su madre a Nueva York, lo que hizo que Eunice retornara a vivir con sus padres y hermanos.
Cuando cursaba el bachillerato en el Instituto de Señoritas Salomé Ureña, logra asistir a una graduación en el antiguo Hotel Jaragua donde amenizaba la orquesta del maestro Rafael Solano. En ese evento se animó a cantar por primera vez ante el público el tema “Ay Noche”, dejando a los asistente cautivados con su dulce voz.
En 1974 se realiza la segunda edición del Festival de la Voz Dominicana realizado por el maestro Solano donde llega a participar cantando un tema de Yolandita Monge llamado “Yo no te olvidaré”, quedando en segundo lugar. Tiempo después, el maestro Solano la invita a formar parte de su orquesta junto a Verónica Medina.

## Inicios en Las Chicas del Can
En 1983, Wilfrido Vargas le propone formar parte de Las Chicas del Can. De esta manera, junto a Belkys Concepción,Miriam Cruz, Verónica Medina y Teresa Domínguez en el frente lograron la internacionalización de la orquesta y popularizaron canciones como la "La Africana", "Juana la Cubana", "El Negro no Puede", "Las Pequeñas Cosas", "Pegando Fuego", "Estúpido", "Besos Callejeros", "Ta' Pillao", "Sukaina", "Lambada" y "Youlin" llevando el merengue a países como Estados Unidos, Holanda, Alemania, Bélgica, Suiza, España, Francia, Italia, Japón y varias naciones de América del Sur.

## Miriam Cruz y las Chicas
En 1992, Miriam decide dar un paso al frente y forma su propio proyecto musical como Miriam Cruz y las Chicas junto a la mayor parte de las integrantes de Las Chicas del Can. De esta manera junto a Miriam Cruz y Teresa Domínguez en el frente, realizan una extensa gira por el mundo entero, situándose en las primeras posiciones de las carteleras nacionales e internacionales como una de las orquestas femeninas más importantes a nivel mundial.
Tras el matrimonio de Miriam con Jorge "Tuto" Taveras y el nacimiento de sus hijos, hacen una breve pausa musical retornando con fuerza en octubre del 2006 con el tour promocional “Aquí estoy”, despertando inmediatamente el interés de países como Venezuela, Colombia, Perú, Ecuador, Puerto Rico y Estados Unidos.

## Fallecimiento
En el año 2013, un accidente ocurrido luego de un baile cerca a Gurabo, obliga a Eunice realizarse unos chequeos médicos, donde finalmente le detectan cáncer de mama, enfermedad con la que luchó por un año y medio. Murió el 24 de octubre de 2014 tras una metástasis cerebral.